# Памперо
Памперо је врста ветра који дува у Јужној Америци. Јавља се између 30° и 40° јгш у пампама и приморју Атлантика. Дува зими из правца југозапада. Доноси хладно време и олује.